# Саарма, Юрий Мартынович
Юрий Мартынович Саарма (эст. Juri Мартынович Саарма; 1921—2001) — советский учёный и педагог, психиатр, доктор медицинских наук, профессор, член-корреспондент АМН СССР (1974). Заслуженный врач Эстонской ССР (1973). Лауреат Государственной премии Эстонской ССР (1975). Главный психиатр Эстонской ССР (1968—1990).

## Биография
Родился 1 декабря 1921 года в Таллине. 
С 1940 по 1945 год обучался на медицинском факультете Тартуского университета. 
С 1945 по 1990 год на педагогической работе в  Тартуском университете в должностях: преподаватель, с 1953 года — ассистент, с 1953 года — доцент, с 1965 года — профессор кафедры психиатрии и одновременно с 1963 по 1966 год — декан медицинского факультета. С 1975 по 1990 год — заведующий кафедрой психиатрии этого университета и одновременно с 1968 по 1990 год — главный психиатр Эстонской ССР.

### Научно-педагогическая деятельность и вклад в науку
Основная научно-педагогическая деятельность Ю. М. Саарма была связана с вопросами в области психиатрии и изучения изменений высшей нервной деятельности у больных неврозами, депрессивными заболеваниями и шизофренией. В 1953 году им было описано проявление психического негативизма, когда больной не отвечает на непосредственно к нему обращённые вопросы, но когда беседуют окружающие его люди, принимает участие в их разговоре получившее название  Саармы симптом (Saarma). 
Саарма являлся членом Президиума Всесоюзного научного общества психиатров и невропатологов, а также членом проблемных советов по наркологии при Министерстве здравоохранения СССР и по психиатрии при АМН СССР. В 1966 году он являлся членом и с 1977 года —
председателем Международной ассоциации по высшей нервной деятельности. 
В 1963 году он защитил докторскую диссертацию по теме: «О действии инсулинового лечения на анимальную и вегетативную нервную систему больных шизофренией», в 1974 году он был избран член-корреспондентом АМН СССР. Под руководством Саарма было написано около ста шестидесяти научных работ, в том числе четыре монографии. В 1975 году за цикл работ в области психофармакологии он был удостоен Государственной премии Эстонской ССР. Он являлся редактором редакционного отдела «Психиатрия» Большой медицинской энциклопедии.
Скончался 13 июля 2001 года в Таллине.

## Награды
- Орден «Знак Почёта»